# Бойахмедли
Бойахмедли (азерб. Boyəhmedli) — село в Агдамском районе Азербайджана.

## География
Расположено у отрогов Карабахского хребта, на обоих берегах реки Гаварту (Кабарлы), в 18 км к северо-западу от города Агдам у шоссе Агдам-Агдере (Мардакерт).
К северу от села в 4 км находится село Паправенд, к востоку в 2 км село Софулу, к югу в 5 км расположено село Кызыл-Кенгерли и к западу в 5,5 км находится село Галайчылар.

## История
По данным 1836 года, в селе Бой-Агметли находилась 1 азербайджанская (в источнике — «татарская») школа.
Согласно результатам Азербайджанской сельскохозяйственной переписи 1921 года, селение Кабарда Бой Ахмедлы входило в состав одноимённого сельского общества Джеванширского уезда Азербайджанской ССР. Население — 835 человек (152 хозяйства), преобладающая национальность — тюрки азербайджанские.
В ходе Первой карабахской войны, в июне 1993 года село было занято армянскими вооружёнными силами, и до ноября 2020 года находилось под контролем непризнанной НКР. По административно-территориальному делению НКР село называлось Нор-Айкаджур и относилось к Мартакертскому району. В селе поселились переселенцы из села Айкаджур, занятого Национальной армией Азербайджана вследствие летнего наступления азербайджанских войск в 1992 году.
Согласно трёхстороннему заявлению о прекращении огня, 20 ноября 2020 года Агдамский район был возвращён Азербайджану.

## Достопримечательности
Среди сел Бойахмедли, Гызыл-Кенгерли и Салахлы-Кенгерли есть курганы Бойахмедли (около 80 курганов), относящиеся к раннему бронзовому веку. На севере села находятся курганы Паправенд-Бойахмедли, а на юге — поселение раннего средневековья Гавуркала и некролог из каменного ящика. В селе есть мечеть XIX века.

## Население
По данным на 1976 год, в Бойахмедли проживало 868 человек. Были развиты виноградарство, разведение зерновых, садоводство, животноводство. В селе имелись винный завод, средняя и восьмилетняя школы, библиотека, медицинский центр, отдел связи, детский сад. Средняя школа села Бойахмедли сыграла большую роль в просвещении жителей Агдамского района в XX веке. В то время не в каждой деревне была средняя школа, поэтому дети из окрестных деревень иногда проезжали четыре или пять километров. Они путешествовали и учились в школе Бойахмедли. Средняя школа Бойахмедли вошла в историю как «школа семи сел».
Согласно переписи населения НКР, в 2005 году в селе проживал 81 человек.